# Liste irisch-portugiesischer Städte- und Gemeindepartnerschaften
Diese Liste irisch-portugiesischer Städte- und Gemeindepartnerschaften führt die Städte- und Gemeindefreundschaften zwischen den Ländern Irland und Portugal auf.
Im Rahmen der Europäischen Integration gingen irische und portugiesische Kommunen ab 1989 Partnerschaften ein, bisher drei (Stand 2010).

## Liste der Städtepartnerschaften und -freundschaften
| Irischer Ort | Portugiesischer Ort | Seit | Anmerkung                                           |
| ------------ | ------------------- | ---- | --------------------------------------------------- |
| Bundoran     | Sesimbra            | 1989 | im Rahmen der Douzelage                             |
| Cashel       | Samuel              | 1989 | im Rahmen der European Charter – Villages of Europe |
| Lisdoonvarna | Aguiar da Beira     | 1998 |                                                     |